# جرذ كنغري عملاق
جرذ كنغري عملاق (الاسم العلمي: Dipodomys ingens) (بالإنجليزية: Giant Kangaroo Rat)‏ هو نوع من الحيوانات يتبع جنس الجرذ الكنغري من فصيلة الفئران المتغايرة.